# Парламентарни избори на Косову 2017.
На Косову и Метохији су одржани ванредни парламентарни избори 11. јуна 2017. на којима је бирано 120 посланика Скупштине Косова.
У мају је изгласано неповерење влади Исе Мустафе. Влада Исе Мустафе трећа је узастопна косовска влада која није дочекала крај четворогодишњег мандата.  
Ово су трећи парламентарни избори од једностраног проглашења независности Косова.

## Странке и коалиције
| Странка                                                                                       | Кандидат за премијер |
| --------------------------------------------------------------------------------------------- | -------------------- |
| ПДК коалиција - Демократска партија Косова (ПДК) - Алијанса за будућност Косова (ААК) - НИСМА | Рамуш Харадинај      |
| ЛДК коалиција - Демократска лига Косова (ДЛК) - Нова Косовска алијанса (НКА) - Алтернатива    | Авдулах Хоти         |
| Самоопредељење                                                                                | Албин Курти          |
| Српске странке (10 резервисаних посланичких места)                                            |                      |
| Српска листа                                                                                  |                      |
| Самостална либерална странка (СЛС)                                                            |                      |
| ПСК-АГИ коалиција                                                                             |                      |
| Остале мањинске странке (10 резервисаних посланичких места)                                   |                      |
| ВАКАТ коалиција                                                                               |                      |
| СДА-БСДАК коалиција                                                                           |                      |
| ЈЕДИНСТВЕНА ГОРАНСКА ПАРТИЈА - ЈГП                                                            |                      |
| Партија Ашкајлија за интеграцију (ПАИ)                                                        |                      |
| Демократска партија Ашкајлија на Косову (ПДАК)                                                |                      |
| Ромска косовска партија (КНРП)                                                                |                      |
| Покрет за Гора (ПГ)                                                                           |                      |

## Истраживања јавног мњења
| Анкетар                                                   | Датум        | ПДК коалиција | ЛДК коалиција | Самоопредељење | Фјала партија | Српске странке | Остале странке | Неодлучено | Уздржавање |
| --------------------------------------------------------- | ------------ | ------------- | ------------- | -------------- | ------------- | -------------- | -------------- | ---------- | ---------- |
| ДГЕ                                                       | 7. јун 2017  | 34.2%         | 40.4%         | 25.4%          | –             | –              | -              | –          | –          |
| Бета                                                      | 6. јун 2017  | 33.8%         | 32.5%         | 27.8%          | –             | –              | 5.9%           | –          | –          |
| Нга Економија                                             | 2. јун 2017  | 46%           | 27%           | 21%            | –             | –              | 6%             | –          | –          |
| ИндексКосова                                              | 31. мај 2017 | 43%           | 27%           | 29%            | –             | –              | 1%             | –          | –          |
| Газета експрес Архивирано на веб-сајту (25. октобар 2017) | 29. мај 2017 | 41.8%         | 30.9%         | 16.9%          | –             | 5.1%           | 5.3%           | –          | –          |
| Газета експрес Архивирано на веб-сајту (20. октобар 2017) | 28. мај 2017 | 40.8%         | 30.2%         | 19.5%          | 2.7%          | –              | 6.8%           | –          | –          |
| Газета експрес                                            | 25. мај 2017 | 40.3%         | 22.1%         | 16.3%          | –             | –              | 3.9%           | 14.1%      |            |

## Прелиминарни резултати
| Странка                                 | Гласови   | %     | Мандата | +/− |
| --------------------------------------- | --------- | ----- | ------- | --- |
| ПДК коалиција                           | 237.833   | 33.98 |         |     |
| Самоопредељење                          | 189.830   | 27.12 |         |     |
| ЛДК коалиција                           | 180.129   | 25.74 |         |     |
| Српска листа                            | 41.279    | 5.90  |         |     |
| Турска демократска партија Косова       | 7.622     | 1.09  |         |     |
| Фјала                                   | 7.550     | 1.08  |         |     |
| Коалиција Вакат                         | 6.012     | 0.86  |         |     |
| Нова демократска партија                | 3.424     | 0.49  |         |     |
| Самостална Либерална Странка            | 3.337     | 0.48  |         |     |
| Јединствена Горанска Партија            | 2.470     | 0.35  |         |     |
| Демократска партија Ашкајлија на Косову | 2.196     | 0.31  |         |     |
| Партија Ашкајлија за интеграцију        | 2.194     | 0.31  |         |     |
| Египатска либерална партија             | 2.096     | 0.31  |         |     |
| Косово Српска странка–пут               | 2.012     | 0.29  |         |     |
| Прогресивна Демократска Странка         | 1.626     | 0.23  |         |     |
| Нова демократска иницијатива Косова     | 1.436     | 0.21  |         |     |
| Партија уједињених Рома Косова          | 1.314     | 0.19  |         |     |
| Турска партија правде Косова            | 1.278     | 0.18  |         |     |
| СДА Коалиција                           | 1.277     | 0.18  |         |     |
| Коалиција за Гора                       | 1.144     | 0.16  |         |     |
| Покрет за Гора                          | 1.079     | 0.15  |         |     |
| Косовска нова партија Рома              | 888       | 0.13  |         |     |
| Напредна снага Косова                   | 531       | 0.08  |         |     |
| Демократска странка јединства           | 498       | 0.07  |         |     |
| Алтернатива                             | 440       | 0.06  |         |     |
| За просперитивно Косово                 | 373       | 0.05  |         |     |
| Неважећи/празни гласови                 | 52.522    | –     | –       | –   |
| Укупно                                  | 748.004   | 100   |         |     |
| Регистрованих бирача / излазност        | 1.872.941 |       | –       | –   |
| Извори: KQZ (99.88% бирачких места)     |           |       |         |     |